# جزیره اسمیت (استرالیای جنوبی)
جزیره اسمیت (استرالیای جنوبی) (به انگلیسی: Smith Island (South Australia)) یک منطقهٔ مسکونی در استرالیا است که در Spencer Gulf واقع شده‌است.